# Tritirachium isariae
Tritirachium isariae är en svampart som först beskrevs av Petch, och fick sitt nu gällande namn av de Hoog 1973. Tritirachium isariae ingår i släktet Tritirachium, divisionen sporsäcksvampar och riket svampar.   Inga underarter finns listade i Catalogue of Life.